# Club Baloncesto León

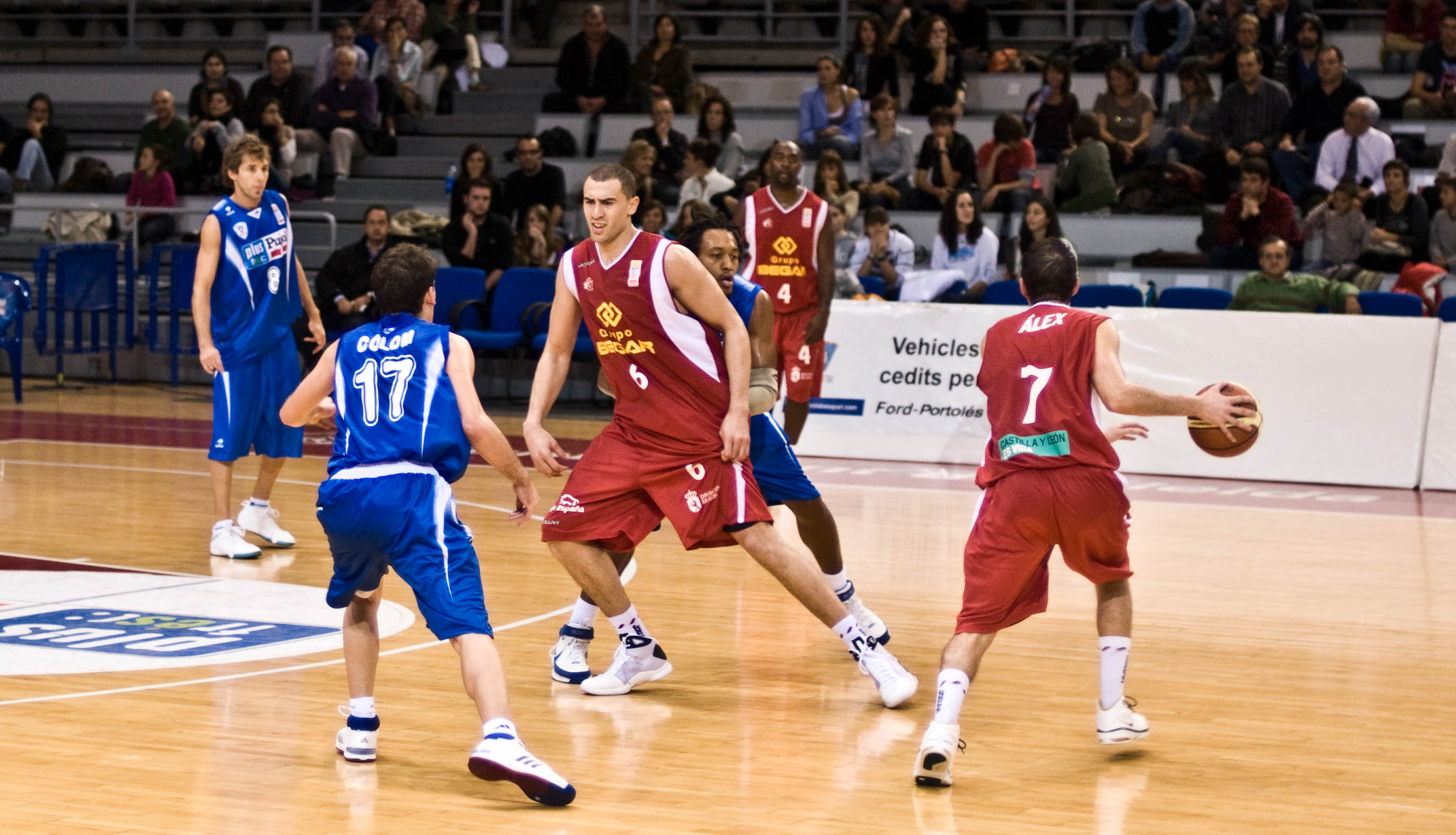
El Baloncesto León durante un partido en la temporada 2008-09.

El Club Baloncesto León fue un equipo de baloncesto de la ciudad de León, España, nacido oficialmente el 20 de mayo de 1981 (aunque llevaba compitiendo desde 1980) y desaparecido el 5 de julio de 2012. Baloncesto León nació gracias a un grupo de leoneses capitaneados por Pepe Estrada, director técnico de la Cantera del Baloncesto León y delegado de campo del primer equipo, preocupados por el baloncesto en dicha ciudad.
En su última temporada de vida el equipo jugó en la liga LEB (2.ª categoría del baloncesto nacional) a la que había descendido por quedar en última posición en la liga ACB 2007-2008. El objetivo del club para esa temporada fue el ascenso a la ACB.

## Historia

### Los inicios (1980-1989)
Comenzó su andadura deportiva en tercera división dirigidos por Pepe Estrada, en la temporada 80-81,en la siguiente temporada logró el ascenso a segunda división. En 1983 se fichó a Antonio Garrido Martínez como jugador y entrenador el primer año, y como entrenador los tres siguientes, durante los cuales consiguió el ascenso a primera B. Cesó en 1987.A mitad de la temporada 1988-1989 Mariano Parra fue cesado como entrenador, y el entrenador del Palencia, Gustavo Aranzana, cogió el mando del León.

### Primera época de Aranzana (1989-1997)
Comandado por Gustavo Aranzana, el equipo logró la permanencia en la temporada 1988-1989, y en la temporada 89-90 logra el ascenso a la liga ACB al eliminar al Llíria del playoff. Se mantuvo en la liga ACB durante diez temporadas, siendo un 6.º puesto su mejor clasificación, y llegando a los cuartos de final de la Copa Korac.

### Los últimos años en ACB (1997-2000)
En 1997 Aranzana salía del club y fue fichado Eduard Torres. Después de dos años tomaría el relevo José Luis Oliete entrenador con el cual se bajaría a la Liga LEB en el año 2000.

### Herreras, Salvo y Jareño (2000-2005)
Entre 2000 y 2005 pasaron tres entrenadores por el banquillo leonés, liderando sucesivos proyectos para lograr el ascenso. En septiembre de 2003 el club consigue su única Copa de Castilla y León de baloncesto. En diciembre de 2003 el equipo estuvo al borde de la desaparición por problemas con la seguridad social, pero fue salvado por la compra de la mitad de su accionariado por un grupo de constructores leoneses(AGELCO).

### Segunda época de Aranzana (desde 2005)
En verano de 2005 la directiva decidió fichar a Gustavo Aranzana. Debido a su enorme fama en León consiguió aumentar considerablemente el número de aficionados que asistían al Palacio de los Deportes. Después de una frustrante primera campaña, en la que se cayó eliminado en semifinales por el Gipuzkoa Basket Club en la segunda campaña, en la que la empresa privada Climalia entró como patrocinadora del club, primero se consiguió la Copa del Príncipe y posteriormente se logró el ascenso, al vencer por 3 a 2 al Basket Zaragoza 2002 en las semifinales de la Liga LEB, habiéndose disputado el partido definitivo el 26 de mayo de 2007. En la temporada 2007 a 2008 el club vuelve después de 7 años a la ACB. Pero al final de temporada desciende. En este tiempo, el club consigue varios subcampeonatos de la Copa de Castilla y León de baloncesto.

### El Fin (2012)
Durante la temporada 2011-2012 los resultados del equipo no fueron los esperados, llegando el club a mitad de temporada a coquetear con la zona de descenso, sin embargo el equipo hizo un final esperanzador llegando a pensar en el 9.º puesto que daba acceso a los playoff aunque al final no lo conseguía pero si la salvación para continuar un año más compitiendo en la categoría. Pero esta salvación que llegó en el plano deportivo se complicó en el institucional, con una deuda arrastrada del último ascenso a ACB de 1 millón de euros más otro millón de un crédito que sin embargo no debía pagarse instantáneamente. A pesar de celebrarse una numerosa manifestación convocada por tres jóvenes aficionados de dos webs deportivas locales (petancaleon.com y basketleon.es), el Ayuntamiento de León decidió arrojar la toalla y el 5 de julio de 2012 se anunció en rueda de prensa que el club entraría en concurso de acreedores, concurso que presumiblemente sería liquidatorio, dando así fin a más de 30 años de historia.

## Equipación
Tradicionalmente, el equipo vestía con camiseta roja y pantalón del mismo color. La segunda equipación era blanca.

## Lugar de juego
El Baloncesto León disputó sus encuentros como equipo local en el Palacio de los Deportes de León.

## Himno
En el año 2007, el patrocinador principal del equipo: Climalia, encargó a Manolo Quijano (padre de los componentes del trío musical Café Quijano) la composición de un himno para el Baloncesto León. Los representantes de Climalia presentaron esta propuesta de himno a la directiva del club con el fin de intentar en la medida de lo posible que se convirtiera en el himno oficial del Baloncesto León. Tras duros comienzos y siendo pitado por gran parte de las gradas hasta que finalizara la exitosa campaña del segundo ascenso a la ACB, después de varios trámites burocráticos, en la temporada 2008/2009 (retorno a la liga LEB Oro) esta composición adquirió el papel para el que había sido compuesto: ser el himno oficial de esta entidad deportiva.

## Escudo
El escudo del Baloncesto León consistió en un león rampante, lenguado y coronado de color rojo (símbolo de la ciudad, provincia y Región de León). El león sujeta un balón de baloncesto naranja con las extremidades delanteras que intenta encestar en una canasta que tiene muy próxima.

## Equipo técnico 2011-2012
- Entrenador:
  -  Javi de Grado
- 2.º Entrenador (Entrenador ayudante):
  -  Tino Ugidos
- Delegado:
  -  Javier Ámez
- Fisioterapeuta: 
  -  Pablo Moro
- Encargado del Material: 
  -  Jairo García Pérez

## Lista histórica de entrenadores
- -  José Estrada 1980-1984
  -  Antonio Garrido 1984-1987
  -  José Clavijo 1987-1988
  -  Mariano Parra 1988-1989
  -  Gustavo Aranzana 1989-1997
  -  Edu Torres 1997-1999
  -  José Luis Oliete 1999-2000
  -  Roberto Herreras 2000-2002
  -  Quino Salvo 2002-2003
  -  Ángel González Jareño 2003-2005
  -  Gustavo Aranzana Desde 2005-2008
  -  Javier de Grado Desde 2008

## Lista Histórica De Jugadores
- -  Xavi Fernández
  -  José Lasa
  -  Juanjo Bernabé
  -  Xavi Crespo
  -  Ferrán Heras
  -  Paolo Quinteros
  -  J.R. Reid
  -  Byron Houston
  -  Essie Hollis
  -  Gerald Kazanowski
  -  Amal McCaskill
  -  Corny Thompson
  -  Reggie Johnson
  -  Ben Coleman
  -  Mike Schlegel

## Peñas
- - El Tambor. Desde 1981
  - ASPACE. Desde 2004
  - Marea Roja. Desde 2004
  - Peña Marea Roja Cataluña. Desde 2007
  - Piratas Cazurros. Desde 2007
  - León Métela. Desde 2007

## Trayectoria
- 1980-81: Tercera División: 2.º
- 1981-82: Tercera División: 1.º y ascenso
- 1982-83: Segunda División: 15.º
- 1983-84: Segunda División: 5.º
- 1984-85: Segunda división: 3.º
- 1985-86: Segunda división: 1.º y ascenso
- 1986-87: Primera División B: 7.º
- 1987-88: Primera División B: 18.º
- 1988-89: Primera División B: 11.º
- 1989-90: Primera división B: 2.º y ascenso
- 1990-91: Liga ACB: 20.º
- 1991-92: Liga ACB: 6.º (Clasificado para la Copa Korac)
- 1992-93: Liga ACB: 6.º (Clasificado para la Copa Korac)
- 1993-94: Liga ACB: 13.º
- 1994-95: Liga ACB: 9.º
- 1995-96: Liga ACB: 12.º
- 1996-97: Liga ACB: 6.ª (Clasificado para La Copa Korac)
- 1997-98: Liga ACB: 11.º
- 1998-99: Liga ACB: 16.º
- 1999-00: Liga ACB: 18.º y descenso
- 2000-01: Liga LEB: 1.º en liga regular. Eliminado en cuartos de final en los play-off por el ascenso (León 1 - Menorca 3).
- 2001-02: Liga LEB 5.º en liga regular. Eliminado en cuartos de final de la eliminatoria (Tenerife 3 - León 2).
- 2002-03: Liga LEB 5.º en liga regular. Eliminado en semifinales de la eliminatoria (Tenerife 3 - León 1).
- 2003-04: Liga LEB 4.º en liga regular. Eliminado en semifinales de la eliminatoria (Bilbao Basket 3 - León 0).
- 2004-05: Liga LEB 3.º en liga regular. Eliminado en semifinales de la eliminatoria (Menorca Basquet 3 - León 1).
- 2005-06: Liga LEB 1.º en liga regular. Eliminado en semifinales de la eliminatoria (León 0 - Gipuzkoa Basket Club 3).
- 2006-2007: Liga LEB 2.º en liga regular. Superó las semifinales de la eliminatoria contra Basket Zaragoza 2002 (Climalia León 3-2 Basket Zaragoza 2002) Finalista de la liga y ascenso a la ACB. Ganador de la Copa del Príncipe 2007
- 2007-2008: Liga ACB: 18.º y Descenso
- 2008-2009: Liga LEB: 8.º en liga regular. Eliminado en cuartos de final en los play-off por el ascenso (CB Melilla 2 - León 0).